# Млинари (Врбовско)
Млинари су насељено мјесто града Врбовског, у Горском котару, у Приморско-горанској жупанији, Република Хрватска.

## Географија
Млинари се налазе око 7 км сјеверозападно од Врбовског.

## Становништво
Према попису становништва из 2011. године, насеље Млинари је имало 7 становника.
| Националност       | 1991. | 1981. | 1971. | 1961. |
| Срби               | 6     | 10    | 21    | 26    |
| Хрвати             | 2     | 3     | 9     | 16    |
| Југословени        | 1     | 1     |       |       |
| остали и непознато | 1     |       | 2     |       |
| Укупно             | 10    | 14    | 32    | 42    |

| Демографија | Демографија | Демографија |
| Година      | Становника  | Становника  |
| ----------- | ----------- | ----------- |
| 1961.       | 42          |             |
| 1971.       | 32          |             |
| 1981.       | 14          |             |
| 1991.       | 10          |             |
| 2001.       | 9           |             |
| 2011.       |             | 7           |